# Ismene nutans
Ismene nutans là một loài thực vật có hoa trong họ Amaryllidaceae. Loài này được (Ker Gawl.) Herb. mô tả khoa học đầu tiên năm 1821.